# Tháp nước Novomlýn

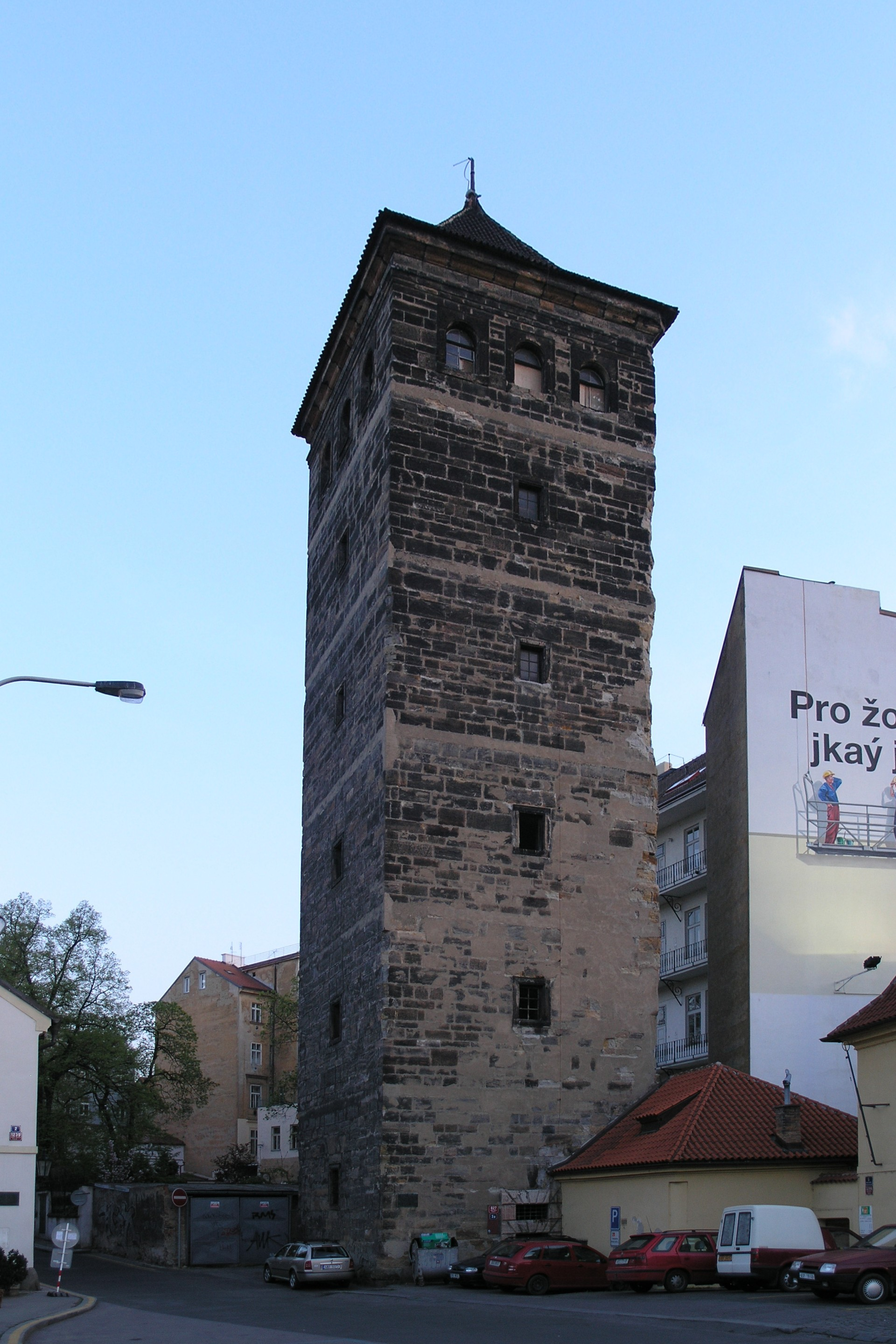
Tháp nước Novomlýn

Tháp nước Novomlýn (tiếng Séc: Novomlýnská vodárenská věž) là một trong những tháp nước lịch sử ở Cộng hòa Séc, tọa lạc ở Praha 1, cách sông Vltava 100 mét, gần cây cầu Štefánik. Tháp Novomlýn có 6 tầng. Riêng tầng thứ sáu nổi bật với sự hiện diện của ba cửa sổ ở mỗi mặt tiền.

## Lịch sử
Đây là một tòa nhà cấp nước lớn, cung cấp nước từ sông Vltava đến Phố mới Praha. Giống với các tháp nước khác ở Praha, một tháp gỗ tọa lạc ở đây vào thời Trung cổ, được nhắc đến lần đầu tiên qua các văn bản lịch sử từ năm 1484. Tháp gỗ này có thể đã bị hư hại nhiều lần do hỏa hoạn.
Trong giai đoạn 1602 - 1606, một tháp đá mang phong cách cuối thời Phục hưng được xây dựng ở đây, với một sân thượng quan sát ở phía trên. Năm 1655, một trận lũ lụt khiến tòa tháp bị hư hại nghiêm trọng và một phần tòa tháp đã bị sập. Tháp nước mang phong cách Baroque như ngày nay được xây dựng vào năm 1658. Vào thế kỷ 19, tháp Novomlýn ngừng phục vụ mục đích cấp nước từ năm 1877.
Công việc tái thiết tòa tháp bắt đầu vào tháng 4 năm 2015. Sau khi được tái thiết, tháp Novomlýn bắt đầu mở cửa cho công chúng tham quan vào năm 2017. Hiện nay, Bảo tàng thủ đô Praha đang trưng bày một bộ sưu tập lịch sử về chủ đề những người lính cứu hỏa và đám cháy ở Praha tại tòa tháp này.